# منطقه تاریخی هانتینگتون سنتر
منطقه تاریخی هانتینگتون سنتر (به انگلیسی: Huntington Center Historic District) یک منطقهٔ مسکونی در ایالات متحده آمریکا است که در کنتیکت واقع شده‌است.